# 1 Korpus (austro-węgierski)

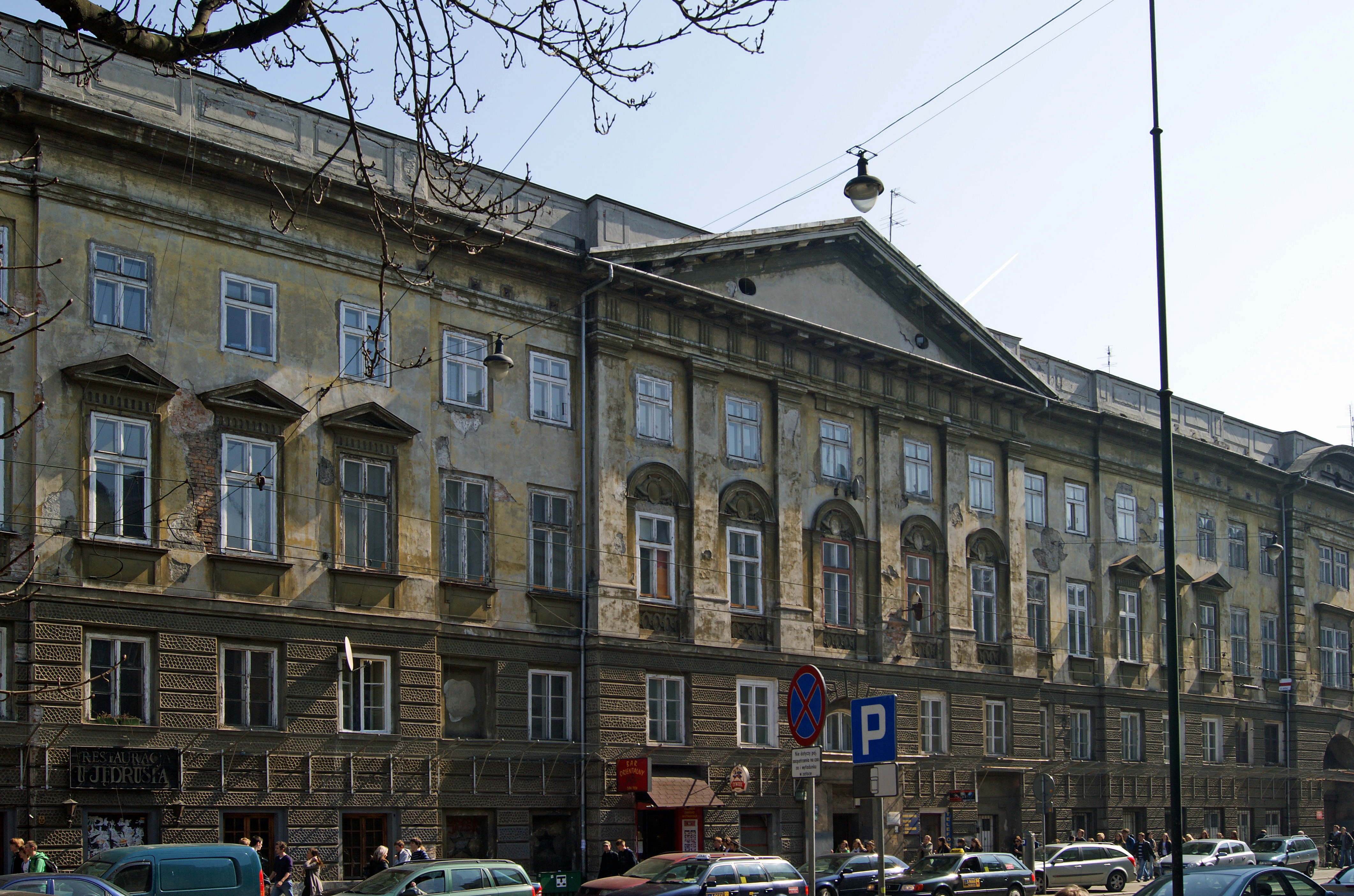
Budynek komendy I c. i k. Korpusu, ul. Stradomska 12/14, Kraków (dawny klasztor bożogrobców)

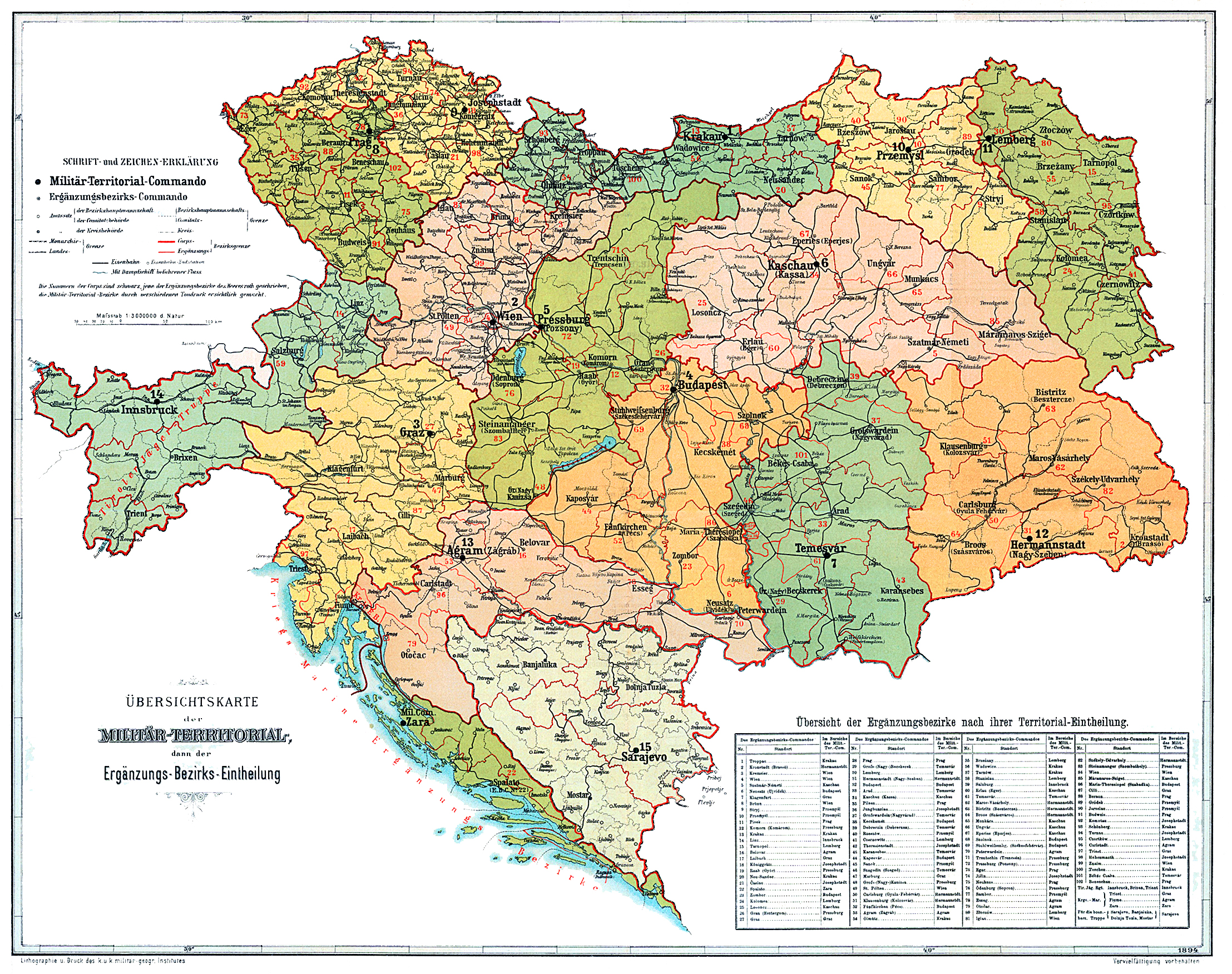
Wojskowy podział terytorialny Monarchii Austro-Węgier w 1894

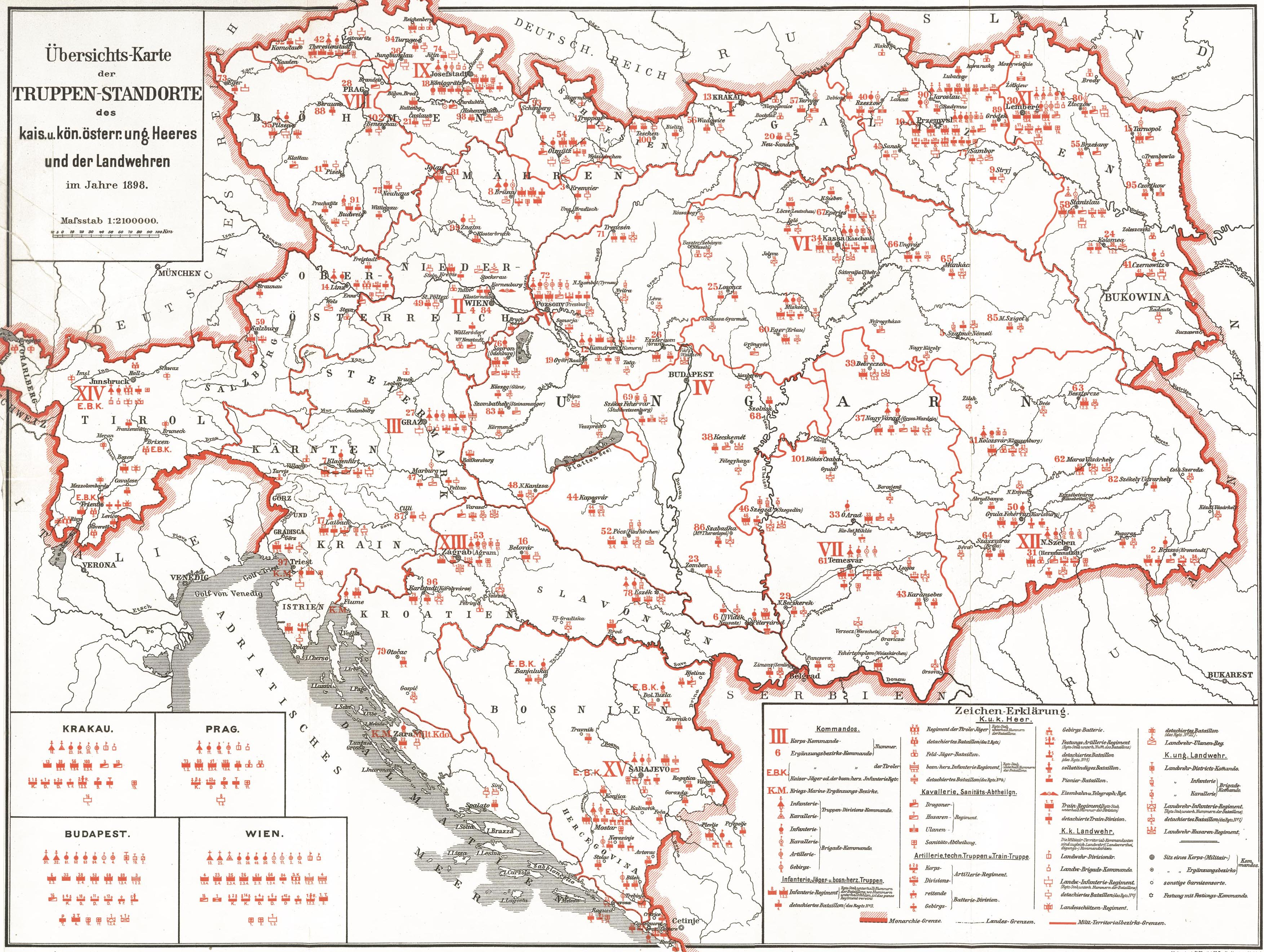
Dyslokalizacja sił zbrojnych Monarchii Austro-Węgier w styczniu 1898

1 Korpus – wyższy związek taktyczny cesarskiej i królewskiej Armii z komendą w Krakowie.

## Obsada personalna c. i k. Komendy 1 Korpusu w 1914
- dowódca korpusu - generał kawalerii Karol von Kirchbach auf Lauterbach
- zastępca dowódcy - generał porucznik Józef Maria Stürgkh
- szef sztabu - płk Ferdynand Demus-Morán
- szef sądownictwa - Jan Kazimierz Czapliński
- szef intendentury - Karol Ilming
- szef sanitarny - starszy lekarz sztabowy 1 klasy doktor Alkmund Grossmann
- dyrektor budownictwa wojskowego - podpułkownik Eugeniusz Wolny

## Organizacja pokojowa 1 Korpusu w 1914
- c. i k. Komenda 1 Korpusu (niem. 1. Korpskommando) w Krakowie,
- 5 Dywizja Piechoty w Ołomuńcu,
- 12 Dywizja Piechoty w Krakowie,
- 7 Dywizja Kawalerii w Krakowie,
- 1 Brygada Artylerii Polowej w Krakowie,
- 2 Brygada Artylerii Fortecznej w Krakowie[2],
- 46 Dywizja Piechoty Obrony Krajowej w Krakowie,
- 2 Brygada Kawalerii Obrony Krajowej w Ołomuńcu[3].

## Skład i obsada personalna 1 maja 1915
- 92 Brygada Strzelców (92. SchBrig.): GM Haas
- 16 Brygada Kawalerii (16. KBrig.):  Obst. von Kirsch
- 46 Dywizja Strzelców (46. SchD.): GM v. Czapp
  - 91 Brygada Strzelców (91. SchBrig.): GM von Urbanski
  - 46 Brygada Artylerii Polowej (46. FABrig.): Obst. Exner
- 2 Dywizja Kawalerii (2. KD.): GM Ritt. von Ursyn-Pruszynski
  - 3 Brygada Kawalerii (3. KBrig.): GM Freiherr von Abele